# Общество Нави
«Общество На́ви» («Церковь На́ви», «Клан На́ви», «Гности́ческая церковь белой расы», «Священная церковь белой расы») — квазирелигиозная расистская ариософская неонацистская гностико-неоязыческая организация, ставящая своей целью «возрождение русского народа в составе арийских наций белой расы». Основана в 1996 году в Москве в день рождения Гитлера политиком праворадикального направления Ильёй Лазаренко. К 2005 году прекратила существование.

## История

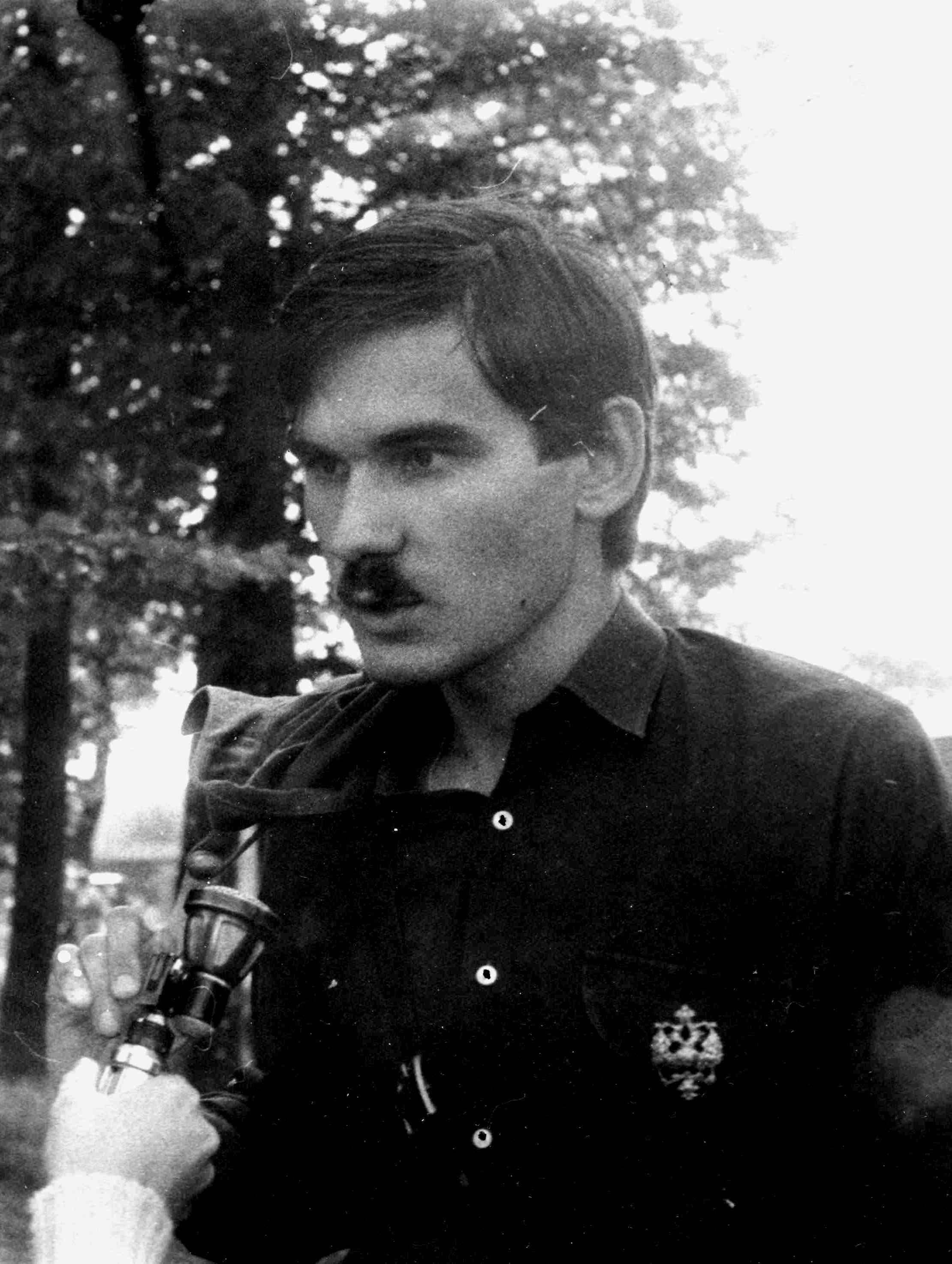
Илья Лазаренко, 1992

Находясь под следствием за разжигание межнациональной вражды, Лазаренко порвал с православием, которое он ранее исповедовал, и в 1996 году под влиянием основателя эзотерического гитлеризма Мигеля Серрано организовал «Общество Нави».
Общество было специально основана в день рождения Гитлера. Первый ритуал был проведён в день осеннего равноденствия 1996 года на месте древнего Дьякова городища в Коломенском (Москва). 20 апреля 1997 года в районе станции метро «Семёновская» (Москва) последователи Общества совершили тайные церемонии в честь «начала эры белого человека», посвящённые дню рождения Гитлера.
Позднее Лазаренко отошёл от неоязыческой деятельности, и «Общество Нави» прекратило 
своё существование. В 2005 году он покаялся и вернулся в православие, сохранив свои идеологические ориентиры.

## Учение
Основы учения Общества изложены в «Книге Нави», составленной Ильёй Лазаренко в конце 1990-х годов. Ритуальная составляющая не разглашается. Религиозная идеология во многом основана на текстах Мигеля Серрано.
«Общество Нави» основано на поклонении двум якобы древнеславянским богам Яви и Нави. Учение Общества является синтезом языческих славянских верований с индоарийскими (ведическими) и зороастрийскими. По словам Лазаренко, «Общество Нави» основано на ариософии, «религии белых людей, не имеющей ничего общего с иудаизмом, христианством, исламом и прочими религиями, прославляющими бога-творца». «Белых людей» Лазаренко отождествлял только с русскими.
Под Навью последователи движения понимали «изначальный духовный принцип», «идеальный духовный мир». Последователи движения называли себя приверженцами «нордической славянской мифологии». Лазаренко также говорил о «языческом гностицизме», который «белому человеку» якобы принёс бог Велес. Своей целью Лазаренко видел возрождение «древнейшего нордического культа», или «ариософии», рассматриваемой им как прерогатива «высших каст», «религия волевых людей», кому, по мысли основателя, следовало повелевать низшими кастами. Православие Лазаренко называл «религией для стада». Учение Общества имело элитарный характер. Последователям Общества желательно было общаться только с людьми «высшей белой расы», или «гиперборейского богочеловечества».
Расовый принцип сводился к этническому аспекту. Учение Общества запрещало русским половые контакты и браки с представителями других этносов. Одновременно Лазаренко дистанцировался от какой-либо национальной идеи и призывал к «религиозно-политическому единству». «Русской нации сейчас нет, есть русскоязычный сброд». Одной из своих задач движение ставило истребление людей с «физическим уродством». Учение Общества включало расизм и антисемитизм. Одним из главных врагов Общество объявляло христианство, которое считалось орудием мирового заговора против наследников «светлых богов». Последователи Общества активно занимались спортом в целях подготовки к борьбе за «арийские идеалы».
Практиковалась форма одежды и ритуалы, близкие к ку-клукс-клановским. Одним из главных атрибутов сторонников Общества были повязки со свастикой. Использовался также новгородский (кельтский) крест с вписанной в него свастикой, рунические надписи, череп барана и меч Зигфрида.